# Megha Rajagopalan
Megha Rajagopalan est une journaliste américaine d'origine indienne, qui travaille essentiellement pour BuzzFeed News.

## Biographie
Megha Rajagopalan a commencé sa carrière dans le journalisme comme correspondante politique pour Reuters, en Chine. Par la suite, elle a été une correspondante de BuzzFeed News dans une multitude de pays, dont l'Angleterre, la Chine, la Thaïlande, la Palestine et Israël. Son travail l'aurait amené à se rendre dans vingt-trois pays du Proche-et-Moyen Orient et d'Asie. 
À partir de 2013, Megha Rajagopalan devient une correspondante en Chine, se penchant sur des éléments économiques et politiques. Elle s'intéresse aussi sur la Corée du Sud avec le scandale de Park Guen-hye ; tout comme la Corée Nord avec des articles sur les relations entre le pays et les États-Unis d'Amérique. 

## Génocide culturel des Ouïghours
La journaliste est surtout connue pour avoir été la première à trouver et visiter les camps chinois d'internement des Ouïghours en 2017.
En 2018, pour son article « This is what a 21st-Century Police state Really looks like » sur BuzzFeed News, Megha Rajagopalan obtient le 22e Human Rights Press Awards 2018, catégorie « text and print – feature ». La même année, la journaliste se voit refuser le renouvellement de son visa en Chine. Bien que la raison officielle fût une erreur administrative, la Chine a déjà, dans le passé, refusé des renouvellements de visa de journalisme en raison d'articles remettant en question le pouvoir,. Malgré cela, elle continue d'enquêter sur ces camps depuis Londres.
En 2019, elle obtient avec Aisha Nazim le Minor Award pour son article « We had to stop Facebook : when anti-muslim violence goes viral » publié en 2018.
D'août à décembre 2020, avec Alison Killing et Christo Buschek, Megha Rajagopalan publie six enquêtes sur les camps d'internement du Xinjiang, qui emprisonnent les Ouïghours. Dans ces articles, la journaliste interviewe d'anciens prisonniers qui décrivent les conditions de vie dans les camps. Pour leur travail, l'équipe reçoit, en 2021, le Prix Pulitzer dans la catégorie « Reportage International ». 
Elle devient le deuxième journaliste américain d'origine indienne à obtenir cette récompense.

## Prix et distinctions
- 2018 : Human Rights Press Award, catégorie « text and print – feature »[9]
- 2019 : Minor Award, catégorie « Best Story on Social Media in the Crosshairs »[10]
- 2021 : Prix Pulitzer, catégorie « International Reporting »[11]